# Medici miei
Medici miei è una sitcom italiana prodotta da Mediaset nel 2008 e trasmessa da Italia 1.
Il regista è Massimo Martelli, il soggetto è di Maurizio Sangalli e Leo Zani.

## Trama
La sitcom è una versione scherzosa e comica di altre famose serie televisive come Dr. House, Grey's Anatomy, E.R. - Medici in prima linea, Scrubs e altri ancora.

## Episodi
| Stagione               | Episodi | Prima TV |
| ---------------------- | ------- | -------- |
| Episodi di Medici miei | 11      | 2008     |

## Personaggi ed interpreti
- Dott. Enzo Zanetti: Enzo Iacchetti
- Dott. Gianni Colantuomo: Giobbe Covatta
- Francesco Gasista: Alessandro Sampaoli
- Alessia Sampali: Federica Bonani
- Prof. Riccardo Monatti: Giacomo Valenti
- Dott.ssa Vittoria Colombini: Elisabetta Canalis
- Dott. Anthony Ross: Antonio Cupo
- Infermiera Nora: Eleonora Pedron
- Dott. Impastato: Gianluca Impastato
- Dott. Brambilla: Bedlu Cerchiai
- Trixy: Cinzia Molena
- Paziente: Laura Forgia
- Paziente: Alessandro Betti
- Altri interpreti: Gianni Ansaldi, Claudia Barbieri, Antonella Ferrari, Beatrice Luzzi.

## Distribuzione
La serie è stata trasmessa dal 2 settembre 2008 su Italia 1 in prima serata. Sono andate in onda tre puntate serali con tre episodi per sera; dati i bassi ascolti, la serie è stata sospesa; successivamente è andata in onda su Italia 2.

## Edizioni home video
Poco dopo la messa in onda della serie tv, sono usciti i dvd in edicola anche con i due episodi mai trasmessi da Italia Uno.